# Premio Harvey
Il premio Harvey è un'onorificenza attribuita dal Technion a persone che hanno contribuito allo sviluppo della scienza, della tecnologia, della salute e della pace. Degno di nota il fatto che molti premiati hanno poi ricevuto anche il premio Nobel. Il premio deve il proprio nome all'ingegnere Leo. M. Harvey.
La premiazione segue un ciclo di cinque anni:
- primo anno: un premio di scienze e tecnologia e uno di medicina.
- secondo anno: un premio di scienze e tecnologia e uno a una contribuzione importante alla pace nel Medio Oriente.
- terzo anno: due premi di scienze e tecnologia.
- quarto anno: come il primo anno (scienze e tecnologia, medicina)
- quinto anno: due premi di scienze e tecnologia.

La premiazione del 2008 corrisponde a un secondo anno.

## Lista dei premiati
| Anno | Premiati                                          |
| ---- | ------------------------------------------------- |
| 1972 | - William J. Kolff - Claude E. Shannon            |
| 1974 | - Alan H. Cottrell - Gershom Scholem              |
| 1975 | - George Klein - Edward Teller                    |
| 1976 | - Saul Lieberman - Herman F. Mark                 |
| 1977 | - Seymour Benzer - Freeman J. Dyson               |
| 1978 | - Bernard Lewis - Isaak Wahl                      |
| 1979 | - Ephraim Racker                                  |
| 1980 | - Shelomo Dov Goitein - Michael O. Rabin          |
| 1981 | - Hans W. Kosterlitz - Michael J. Lighthill       |
| 1982 | - Hans Jakob Polotsky - Alvin M. Weinberg         |
| 1983 | - Robert Aumann - Philip Leder                    |
| 1984 | - Franz Rosenthal - Peter P. Sorokin              |
| 1985 | - George B. Dantzig - Barnett Rosenberg           |
| 1986 | - Paul C. Lauterbur - Benjamin Mazar              |
| 1987 | - Pierre Chambon - Sydney Brenner                 |
| 1988 | - Pierre-Gilles de Gennes                         |
| 1989 | - Benoît Mandelbrot                               |
| 1990 | - Robert H. Dennard                               |
| 1991 | - Jacques-Louis Lions - Bert Sakmann              |
| 1992 | - Michail Gorbačëv - Amnon Yariv                  |
| 1993 | - Hillel Furstenberg - Eric Kandel - Richard Zare |
| 1994 | - Vladimir I. Arnold - Robert A. Weinberg         |
| 1995 | - John W. Cahn - Donald E. Knuth                  |
| 1996 | - C. Walton Lillehei - Claude Cohen-Tannoudji     |
| 1997 | - Roger D. Kornberg                               |
| 1998 | - Richard Karp - K. Barry Sharpless               |
| 1999 | - Elizabeth H. Blackburn - Robert G. Gallager     |
| 2000 | - David J. Gross - Harry B. Gray                  |
| 2001 | - Bert Vogelstein - James E. Peebles              |
| 2002 | - Ada E. Yonath - Peter B. Dervan                 |
| 2003 | - Robert S. Langer                                |
| 2004 | - Arthur Ashkin - Wayne A. Hendrickson            |
| 2005 | - Edward Witten - Wolfgang Baumeister             |
| 2006 | - Charles L. Bennett - Ronald Evans               |
| 2007 | - Michael Grätzel - Stephen E. Harris             |
| 2008 | - Charles H. Bennett - David Eisenberg            |
| 2009 | - David C. Baulcombe - Shūji Nakamura             |
| 2010 | - Michael Karin - Aleksandr Markovič Poljakov     |